# Analía Vázquez
Analía Vázquez es una ingeniera química y doctora en ciencias de materiales argentina, especializada en nanomateriales y materiales compuestos. Es profesora de la Universidad de Buenos Aires e Investigadora Superior del CONICET. Fue ganadora del Premio Consagración 2017, en el área Ciencias de la Ingeniería, otorgado por la Academia Nacional de Ciencias Exactas, Físicas y Naturales.

## Trayectoria

### Educación
Vázquez estudió Ingeniera química en la Facultad Regional La Plata de la Universidad Tecnológica Nacional obteniendo el título de ingeniera en la especialidad y luego se trasladó a Mar del Plata donde obtuvo el Magíster en Ciencia y Tecnología de Materiales y se doctoró en Ciencia de Materiales en la Universidad Nacional de Mar del Plata.

### Trayectoria profesional
Desde el año 1983 al 2007, trabajó como Docente e Investigadora en el Instituto de Investigaciones en Ciencia y Tecnología de Materiales (INTEMA) dependiente de la Universidad Nacional de Mar del Plata (UNMdP) y del CONICET. Se desempeñó como directora del Departamento de Ingeniería de Materiales de la Universidad Nacional de Mar del Plata y Directora de la Secretaría de Tecnología, Industria y Extensión de la Facultad de Ingeniería de la Universidad Nacional de Mar del Plata.
Desde el año 2008 se trasladó como investigadora de CONICET a la Universidad de Buenos Aires y al Instituto de Tecnologías y Ciencias de la Ingeniería (INTECIN). Desde 2012 ejerce como Profesora Titular Simple Regular de la asignatura “Materiales no tradicionales en la construcción” en el Departamento de Construcciones de la carrera de Ingeniería Civil de la Universidad de Buenos Aires y en 2013 fue promocionada a Investigadora Superior del CONICET, publicando numerosos artículos en revistas científicas.
En 2013 fundó el Instituto de Tecnología de Polímeros y Nanotecnología. y fue Directora hasta el año 2018.
Contribuyó como consultora en biopolímeros del Ministerio de Ciencia, Tecnología e Innovación Productiva y el Estudio de Relevamiento Técnico y Económico en el Proyecto de Servicios de Consultoría del Sector Nanotecnología.
Participó como miembro en las comisiones de Asesora CTA 08 Arquitectura en Universidad de Buenos Aires, Asesora Procesos y Biotecnología en CONICET y Asesora Posgrado de la Universidad de Mar del Plata.
Ha realizado y dirigido diversos trabajos de investigación y desarrollo. Algunos de los proyectos fueron “EMPRETECNO 6: Proyecto 101, Desarrollo de la EBT denominada Nanocellu-Ar para la fabricación de nanocelulosa bacterial”, “UBACYT Relación estructura-propiedades de micro y nanocompuestos basados en matrices poliméricas”, “Proyecto Raíces”, "Fabricacion a escala laboratorio y planta piloto de una bolsa biodegradable para el agro",I y  y “Desarrollo de Materiales para fabricar Agentes Apuntalantes a base de Arenas Resinadas a Escala Laboratorio para ShalelTight (Oil&Gas), Convenio Ytec/CONICET”.

## Hallazgos y premios
Ha realizado publicaciones en revistas internacionales, ha organizado varios congresos nacionales e internacionales como "chairwoman" de los mismos, y ha participado activamente en presentaciones a congresos nacionales e internacionales en el tema Materiales Compuestos, Polímeros, y Polímeros Biodegradables.
En 2017 recibió el Premio Consagración en Ciencias del feminismo entregado a las personalidades más destacadas del ámbito científico tecnológico otorgado por la Academia de Ciencias Exactas, Físicas y Naturales (ANCEFN). Mención de honor en el Premio Balseiro al grupo de investigación dirigido por la Dra. Vazquez por su trabajo en transferencia de tecnología otorgado por el Foro de Ciencia y Tecnología para la Producción. En 2018 recibió el Premio Excelencia Académica otorgado por la Universidad de Buenos Aires.